# ガルバニャーテ・モナステーロ
ガルバニャーテ・モナステーロ（伊: Garbagnate Monastero）は、イタリア共和国ロンバルディア州レッコ県にある、人口約2,500人の基礎自治体（コムーネ）。

## 地理

### 位置・広がり
レッコ県南西部のコムーネ。県都レッコから南西へ13kmの距離にある。

#### 隣接コムーネ
隣接するコムーネは以下の通り。
- バルザーゴ
- ブルチャーゴ
- コスタ・マズナーガ
- モルテーノ
- シローネ

### 気候分類・地震分類
気候分類では、zona E, 2494 GGに分類される。
また、イタリアの地震リスク階級 (it) では、zona 3 (sismicità bassa) に分類される。

## 行政

### 分離集落
ガルバニャーテ・モナステーロには、以下の分離集落（フラツィオーネ）がある。
- Brongio alto, Brongio basso, Tregiorgio